# Santiago de Piães
Santiago de Piães is een plaats (freguesia) in de Portugese gemeente Cinfães en telt 2 027 inwoners (2001).